# ムッシュ・コニャック
『ムッシュ・コニャック』（Wild and Wonderful）は、1964年に公開されたマイケル・アンダーソン監督、トニー・カーティス、クリスティーネ・カウフマン出演のアメリカ合衆国のコメディ映画である。

## キャスト
| 役名                 | 俳優                       | 日本語吹替     |
| 役名                 | 俳優                       | ?版            |
| -------------------- | -------------------------- | -------------- |
| テリー・ウィリアムズ | トニー・カーティス         | 広川太一郎     |
| ジゼル               | クリスティーネ・カウフマン | 渋沢詩子       |
| ドッグ               | マーティ・インゲルス       | 矢田耕司       |
| パパ                 | ジャック・オービュション   | 滝口順平       |
| 日本語版スタッフ     |                            |                |
| 演出                 | 演出                       | 好川阿津志     |
| 翻訳                 | 翻訳                       | 桂ふとし       |
| 効果                 | 効果                       | 赤塚不二夫     |
| 調整                 | 調整                       | 坂巻四郎       |
| 制作                 | 制作                       | グロービジョン |
| 初回放送             |                            |                |